# Saint-Laurent-d'Aigouze
 Saint-Laurent-d'Aigouze  es una población y comuna francesa, situada en la región de Languedoc-Rosellón, departamento de Gard, en el distrito de Nimes y cantón de Aigues-Mortes.

## Demografía
| 1862 | 1862 | 1728 | 1730 | 2323 | 2738 |
| Para los censos de 1962 a 1999 la población legal corresponde a la población sin duplicidades (Fuente: INSEE [Consultar]) |      |      |      |      |      |